# 桑迪菲爾德 (北卡羅萊納州)
桑迪菲爾德（英語：Sandyfield）是一個位於美國北卡羅萊納州哥倫布縣的城鎮。

## 人口
根據2020年美國人口普查的數據，桑迪菲爾德的面積為8.00平方千米，當中陸地面積為7.98平方千米，而水域面積為0.02平方千米。當地共有人口430人，而人口密度為每平方千米54人。